# 克佩爾人

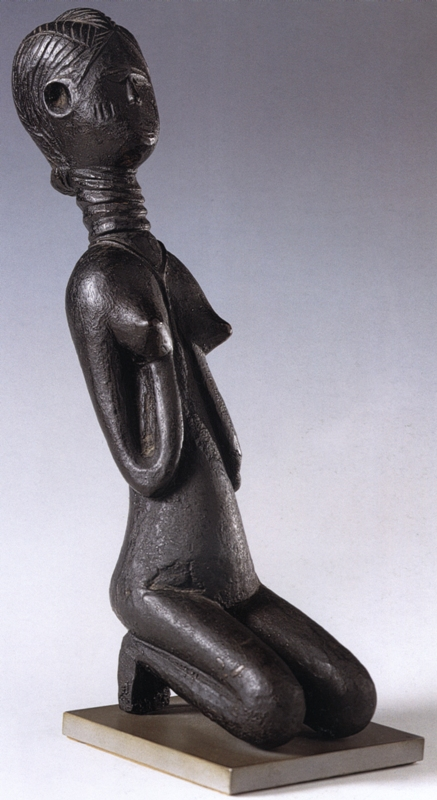
克佩爾木雕藝術

克佩爾人（Kpelle、Guerze、Kpwesi、Kpessi、Sprd、Mpessi、Berlu、Gbelle、Bere、Gizima、Buni）是賴比瑞亞人數最多的民族，其分布從賴比瑞亞中部延伸至幾內亞和象牙海岸。其語言克佩爾語屬於曼德語族。

## 文化
克佩爾人以農業維生，並以水稻為主要糧食作物。「克佩爾(Kpelle)」一詞在賴比瑞亞和幾內亞，即指「勤奮謙虛的人」。
傳統上，克佩爾家庭由一名男性家父長、數名妻子和孩子組成。家庭是最小的農業單位，所有家庭成員都參與農務。孩童從小便學習耕種，並與年長的家庭成員一起勞動。家庭之上則是部落，每個部落會選出一位酋長，負責監督部落成員的農業生產與資源分配。酋長的地位受政府承認，並擔任國家與部落間的聯繫窗口。卡洛琳·布萊索（Caroline Bledsoe）等人類學家將克佩爾社會描述為以經濟利益為基礎的組織。